# Jan Gładysz
Jan Krystian Gładysz (ur. 1762 w Babimoście, zm. 21 maja 1830 w Warszawie) – artysta malarz, wolnomularz.

## Życiorys
Był synem Jana i Rozalii z Heppnerów, ewangelików. Podobno jako młody chłopiec był praktykantem u kowala i w wolnych chwilach przyozdabiał ściany kuźni rysunkami, które wzbudziły zainteresowanie hrabiego Mielżyńskiego. Hrabia wziął młodzieńca pod swą opiekę i opłacił naukę sztuki malarskiej oraz wysłał go w wojaże do Niemiec i Francji, gdzie Gładysz kopiował w Luwrze dzieła wielkich mistrzów. Studiował malarstwo w Dreźnie, gdzie zetknął się z inspirującym go malarstwem Antona Graffa. Po powrocie do Polski artysta osiadł w Warszawie, gdzie zasłynął jako malarz portretowy i zdobył dużą klientelę w kołach zamożnego mieszczaństwa stołecznego i przedstawicieli świata kultury – wykonał między innymi portrety Józefa Elsnera, Stanisława Staszica i prezydenta Warszawy, Karola Fryderyka Woydy. Zajmował się także malarstwem religijnym i historycznym. W 1803 sprzedał do katedry poznańskiej obraz św. Jana Kantego. Był członkiem warszawskiej loży masońskiej Halle der Beständigkeit (Świątynia Stałości).
Gładysz był żonaty z Józefą z Andrzejowskich i miał z nią sześcioro dzieci. Najstarszy syn Apollodor Józef (ur. 1814) był wychowankiem Liceum Warszawskiego i po wybuchu powstania listopadowego w wieku lat 16 wstąpił do 1 Pułku Strzelców Pieszych. O jego dalszych losach nic nie wiadomo.
Wnuk Jana, Stanisław Gładysz, był jednym z głównych działaczy partii I Proletariat. Aresztowany przez policję carską w 1884 został skazany na 10 lat katorgi na wyspie Sachalin, gdzie zniknął bez wieści.
Jan Gładysz został pochowany na cmentarzu ewangelickim w Warszawie. Miejsca pochówku nie da się dziś ustalić.

## Wybrane dzieła Jana Gładysza

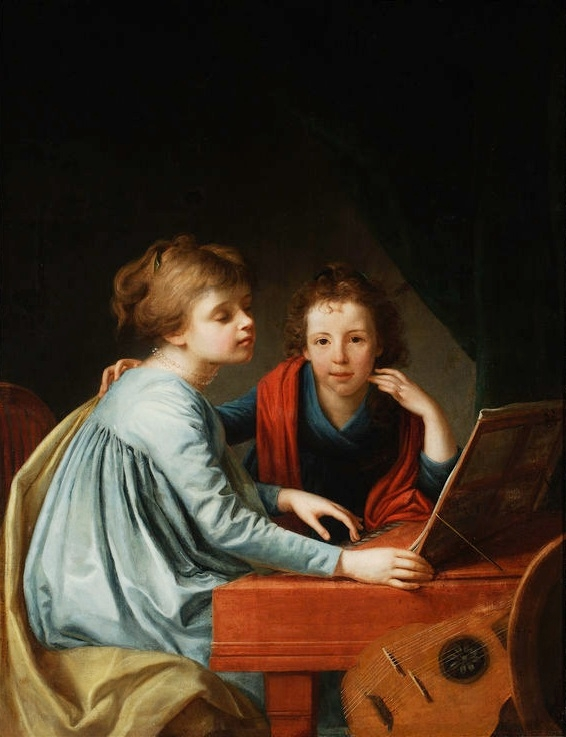
Portret sióstr Pechwell przy klawikordzie (1800)
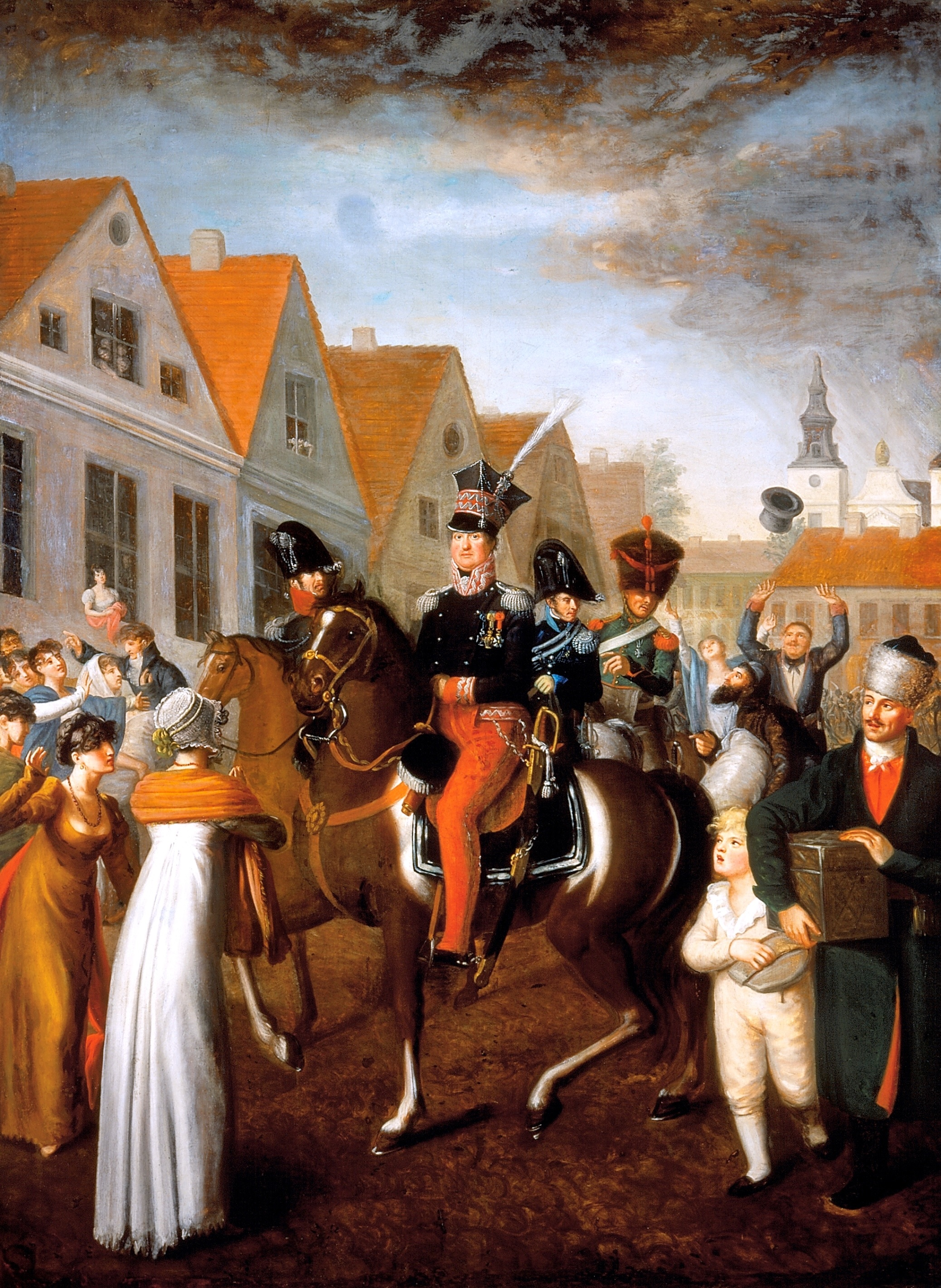
Wjazd Jana Henryka Dąbrowskiego do Poznania (1809)
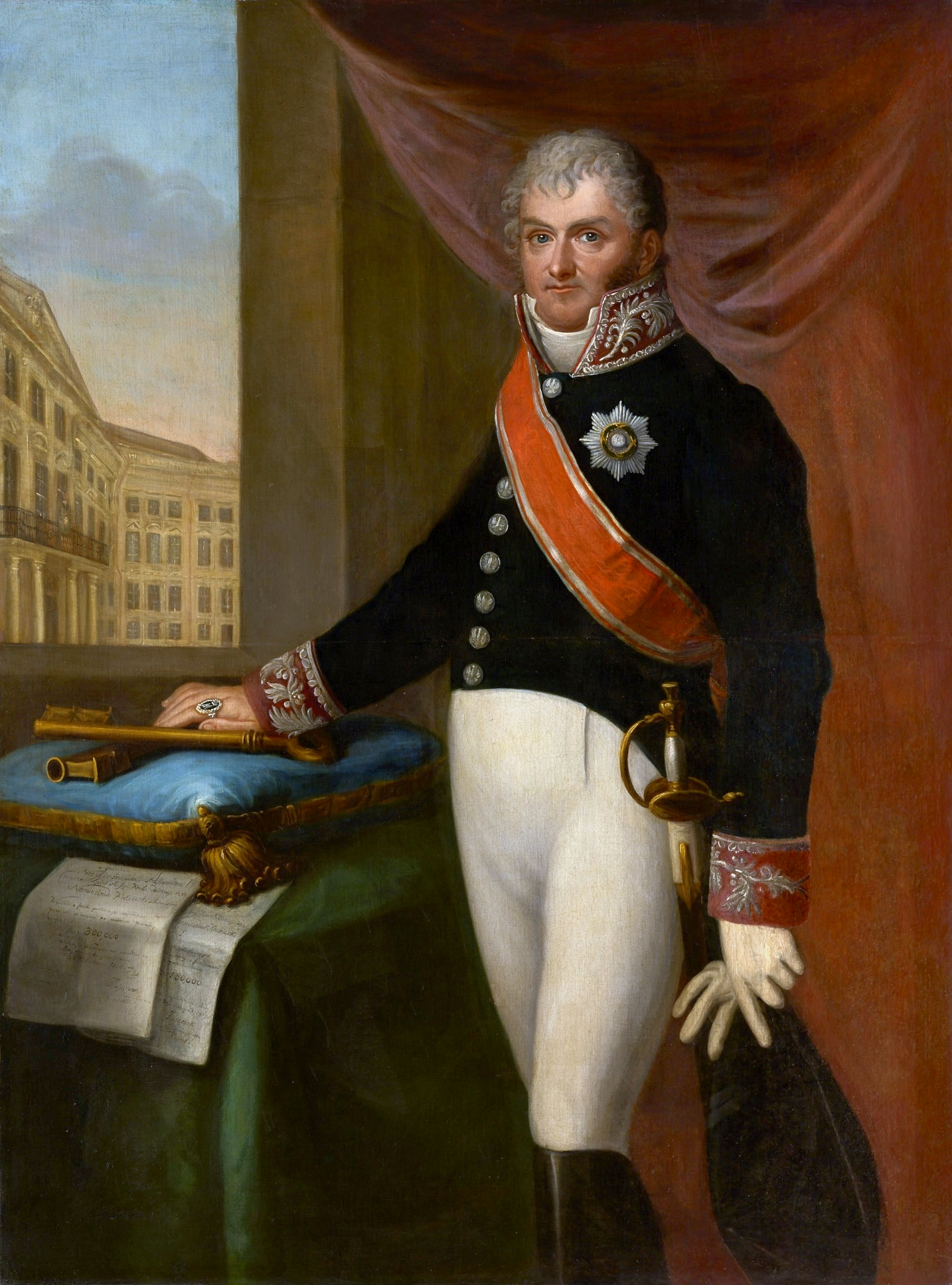
Portret Karola Fryderyka Woyda, prezydenta Warszawy (1819)